# Thelionema umbellatum
Thelionema umbellatum är en grästrädsväxtart som först beskrevs av Robert Brown, och fick sitt nu gällande namn av Rodney John Francis Henderson. Thelionema umbellatum ingår i släktet Thelionema och familjen grästrädsväxter. Inga underarter finns listade i Catalogue of Life.